# ニール・リッチー
サー・ニール・メシュエン・リッチー GBE KCB DSO MC KStJ（Sir Neil Methuen Ritchie, 1897年7月29日 - 1983年12月11日）は、イギリスの軍人。第二次世界大戦時はイギリス陸軍の将官であった。

## 軍歴
リッチーの軍人としての経歴は、ブラック・ウォッチ（ロイヤル・ハイランド (Black Watch)）連隊で将校に任命された1914年に始まる。 第一次世界大戦中、彼はフランスで1917年に殊勲賞(DSO)を、またメソポタミア戦役で1918年には戦功十字章（MC)を「冷静であり同時に危険を全く顧みない勇気の好例｣として受けた。
第二次世界大戦開始時、リッチーは准将に昇進しており、ダンケルクの撤退に、撤退の指揮を執った英国遠征軍司令官の幕僚長としてかかわった。彼はウェーベル、オーキンレック、そして(ダンケルク作戦の指揮官であった)アランブルックらに幕僚として仕え、彼らすべてから重用された。
北アフリカ戦線のクルセーダー作戦中の1941年11月26日付けで、中東方面軍総司令官オーキンレックにより同軍の参謀副長から第8軍司令官に任命された。しかしエル・アラメインの戦いの直前、1942年6月25日に同じオーキンレックによって第8軍司令官を解任された。
1950年9月から、ブラック・ウォッチのカーネル（名誉連隊長）に就任。晩年彼はカナダのトロントで過ごし、86歳のときに死亡した。